# 乌斯季亚农村居民点
乌斯季亚农村居民点（俄语：Устьянское сельское поселение）是俄罗斯联邦沃洛格达州乌斯季库边斯科耶区所属的一个农村居民点。其下辖有109个居民点，行政中心为乌斯季耶。据2015年统计，该农村居民点的人口为4023人。